# Dromen in woorden
Dromen in woorden is een hoorspel van Wilhelm Genazino. Die Wörtlichkeit der Sehnsucht werd op 17 maart 1975 door de Hessischer Rundfunk uitgezonden. Tuuk Buytenhuys vertaalde het en de VARA zond het uit op woensdag 5 januari 1977, van 16:03 uur tot 16:45 (met een herhaling op woensdag 5 september 1979). De regisseur was Ad Löbler.

## Rolbezetting
- Gerrie Mantel (Anne)
- Olaf Wijnants (Jonathan)
- Hans Veerman (vader)
- Willy Brill (moeder)
- Huib Orizand (de inspecteur)
- Frans Somers (de agent)
- Eva Janssen (mevrouw Muller)
- Fé Sciarone (mevrouw Wacker)
- Donald de Marcas (een jongeman)
- Elly den Haring & Maria Lindes (twee vrouwen)

## Inhoud
"De veertienjarige Jonathan speelt een droom door: hoe zou het zijn als ik helemaal niet degene moest zijn die ik ben of steeds meer word, als ik een leven zou kunnen leiden zonder de verliezen van de aanpassing? Jonathan koestert de wens zijn geheugen te verliezen, hij wil andere ouders zoeken. Tegenover de trucs van het volwassen worden, dat hem werkelijk te wachten staat, plaatst hij de idee van een vlucht in de droom, die hem voorgoed van de beruchte compromissen bevrijdt. Hij wil niet erkennen dat wat hij zo vurig wenst - een leven zonder leed - niet bestaat..." (Wilhelm Genazino)